# Rod Laver
Rodney George "Rod" Laver, också känd som the "Rocket", född 9 augusti 1938 i Rockhampton, Queensland, Australien, är en australisk vänsterhänt tidigare professionell tennisspelare. Han var en av världens 10 bästa spelare mellan 1959 och 1975, och var rankad nummer ett 1961–1962 och 1968–1969.
Rod Laver vann under karriären 11 Grand Slam-titlar i singel och 9 i dubbel. Han svarade för den hittills oöverträffade bedriften att vid två tillfällen under 1960-talet vinna en äkta Tennisens Grand Slam, det vill säga seger i alla fyra Grand Slam-turneringarna (Australiska öppna, Franska öppna, Wimbledonmästerskapen och US Open) under ett och samma år. Den första vann han 1962, då fortfarande amatör, och den andra 1969, då som professionell spelare. Laver är efter Donald Budge på 1930-talet den andre manlige tennisspelaren som lyckats vinna en äkta Grand Slam i singel. Hans dominans inom sporten under 1960-talet renderar honom en plats bland de främsta spelarna genom tiderna. 
Laver upptogs 1981 i International Tennis Hall of Fame.

## Tenniskarriären
Som amatör vann Laver sin första äkta "Grand Slam" 1962 genom finalsegrar över Roy Emerson och Martin Mulligan och som professionell spelare upprepade han denna prestation 1969. Han besegrade därvid i de fyra finalerna Andres Gimeno, Ken Rosewall, John Newcombe och Tony Roche. Möjligen är denna andra Grand Slam en större prestation än den första, eftersom från 1968 såväl amatörer som professionella spelare deltog i dessa turneringar. Tidigare hade bland herrarna bara Donald Budge vunnit en äkta Grand Slam, vilket skedde 1938. 
Rod Laver spelade för Australien i ett flertal Davis Cup-turneringar, och vann sin sista seger i dessa sammanhang 1973. 

### Proffstiden före och efter 1968
Rod Laver blev professionell 1963 vid 25 års ålder. Dessförinnan hade han som amatör åren 1960 till 1962 vunnit 6 Grand Slam-titlar varav två i Australiska mästerskapen och två i Wimbledonmästerskapen. Som professionell spelare var han därefter fram till 1968 inte tillåten att delta i Grand Slam-turneringar. Han blev dock mästare i Wembley World Pro-turneringen (som räknades som världsmästerskap) 1964-67 och 1970 där han i finalerna besegrade bland andra Ken Rosewall och John Newcombe. Han vann under samma period också flera titlar i amerikanska och franska proffsmästerskapen. När proffsen från 1968 åter tilläts, att spela med amatörerna vann Laver under 1968 och 1969 ytterligare 5 Grand Slam-titlar i herrsingel; 1969 som ett gyllene år då han återigen vann alla fyra Grand Slam-turneringar vilket gav honom en andra äkta "Grand Slam" som den förste i tennishistorien. 
Med totalt 11 singeltitlar i Grand Slam-sammanhang ligger Laver tillsammans med Björn Borg en liten bit efter spelare som Roger Federer, Pete Sampras och Rafael Nadal.

## Spelaren och personen

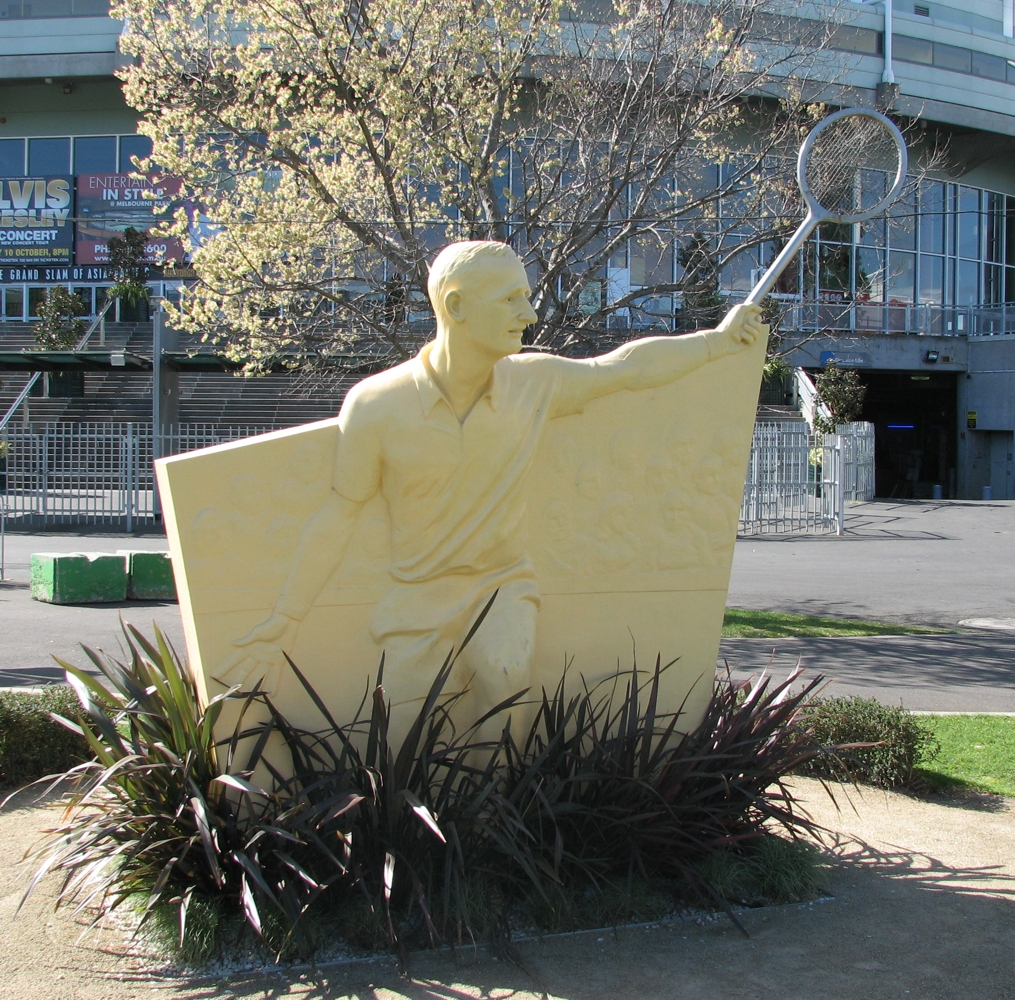
Skulptur av Laver utanför Rod Laver Arena i Melbourne

Den vänsterhänte Rod Laver tränades liksom andra australiska spelare av den legendariske Harry Hopman. Denne såg tidigt att Laver hade en utomordentlig talang för tennisspel. Dessutom var han redan från början, liksom Roy Emerson, villig att underkasta sig extremt hård träning. Han blev en komplett spelare som var lika säker baslinjespelare som attackspelare framme vid nät. Han blev känd för sin oproportionerligt kraftfulla vänsterarm som gav honom styrka nog att slå hårda offensiva och samtidigt extremt överskruvade (topspin) grundslag. Han tillhörde de första spelarna som använde sig av denna effektiva och för motståndarna tröttande slagteknik. Den utvecklades sedan ytterligare av bland andra Björn Borg. Laver och Borg spelade med träracketar, men med hjälp av modern racketteknologi har hårda och höga topspin-slag blivit standard bland elitspelarna. Laver menar att dagens tennis med högt studsande överskruvade bollar innebär att spelarna tvingas möta bollarna tidigare än under träracketeran.
I Melbourne har han fått centercourten för Australiska öppna uppkallad efter sig (Rod Laver Arena). 
Laver drabbades 1998 av en stroke och var under en kort period allvarligt sjuk. Han återhämtade sig dock snabbt och kunde snart återuppta sitt motionsspelande.

## Rod LaversGrand Slamsingelfinaler

### Titlar (11)
| År       | Mästerskap               | Finalmotståndare | Setsiffror              |
| -------- | ------------------------ | ---------------- | ----------------------- |
| 1960     | Australiska mästerskapen | Neale Fraser     | 5-7, 3-6, 6-3, 8-6, 8-6 |
| 1961     | Wimbledon                | Chuck McKinley   | 6-3, 6-1, 6-4           |
| 1962     | Australiska mästerskapen | Roy Emerson      | 8-6, 0-6, 6-4, 6-4      |
| 1962     | Franska mästerskapen     | Roy Emerson      | 3-6, 2-6, 6-3, 9-7, 6-2 |
| 1962     | Wimbledon                | Martin Mulligan  | 6-2, 6-2, 6-1           |
| 1962     | Amerikanska mästerskapen | Roy Emerson      | 6-2, 6-4, 5-7, 6-4      |
| Open Era |                          |                  |                         |
| 1968     | Wimbledon                | Tony Roche       | 6-3, 6-4, 6-2           |
| 1969     | Australiska öppna        | Andres Gimeno    | 6-3, 6-4, 7-5           |
| 1969     | Franska öppna            | Ken Rosewall     | 6-4, 6-3, 6-4           |
| 1969     | Wimbledon                | John Newcombe    | 6-4, 5-7, 6-4, 6-4      |
| 1969     | US Open                  | Tony Roche       | 7-9, 6-1, 6-2, 6-2      |

### Finalförluster (Runner-ups) (6)
| År       | Mästerskap               | Finalmotståndare | Setsiffror         |
| -------- | ------------------------ | ---------------- | ------------------ |
| 1959     | Wimbledon                | Alex Olmedo      | 6-4, 6-3, 6-4      |
| 1960     | Wimbledon                | Neale Fraser     | 6-4, 3-6, 9-7, 7-5 |
| 1960     | Amerikanska mästerskapen | Neale Fraser     | 6-4, 6-4, 9-7      |
| 1961     | Australiska mästerskapen | Roy Emerson      | 1-6, 6-3, 7-5, 6-4 |
| 1961     | Amerikanska mästerskapen | Roy Emerson      | 7-5, 6-3, 6-2      |
| Open Era |                          |                  |                    |
| 1968     | Franska öppna            | Ken Rosewall     | 6-3, 6-1, 2-6, 6-2 |

## ÖvrigaGrand Slam-titlar
- Australiska mästerskapen
  - Dubbel - 1959, 1960, 1961, 1969 (sista titeln vunnen i den öppna turneringen)
- Franska mästerskapen
  - Dubbel - 1961
  - Mixed dubbel - 1961
- Wimbledonmästerskapen
  - Dubbel - 1971
  - Mixed dubbel - 1959, 1960

## Segrar iProfessionella tennismästerskap
1964 : Wembley World Pro, US Pro
1965 : Wembley World Pro
1966 : Wembley World Pro, US Pro
1967 : Wembley World Pro, US Pro, French Pro
1968 : US Pro, French Pro
1969 : US Pro
1970 : Wembley World Pro

## Eftermäle
Asteroiden 12542 Laver är uppkallad efter honom.